# Dones a la societat celta

Extensió del poble i de la llengua celta:
Àrea de la cultura de Hallstatt al segle aC.
Gran expansió celta, vers el 275 aC.
Lusitània (assentament celta incert)
Àrea actual de les llengües celtes

La posició social de les dones celtes de l'antiguitat no es pot determinar amb certesa per la qualitat de les fonts. D'una banda, les grans dones celtes són conegudes per la mitologia i la història; d'altra banda, el seu estatus real a la societat tribal celta dominada per homes estava restringit socialment i legalment. No obstant això, les dones celtes estaven més o menys posades en el dret de les herències i el matrimoni que les seves contemporànies gregues i romanes.
El nostre coneixement de la situació de les dones celtes a la part continental europea s'obté gairebé íntegrament d'autors grecs i romans contemporanis, que veien els celtes com a bàrbars i van escriure sobre ells com a tals. La informació sobre les dones celtes de les illes britàniques prové d'antigues narracions de viatges i de guerres i, possiblement, dels mites de transmissió oral que després es reflecteixen en la literatura celta de l'època cristiana. Els contes i col·leccions escrits d'aquests mites només es coneixen des de l'alta edat mitjana.
L'arqueologia ha revelat alguna cosa de la dona celta a través d'artefactes, que poden proporcionar pistes sobre la seva posició en la societat i la cultura material. Els relleus i escultures de dones celtes són coneguts principalment per la cultura gal·loromana. No es constata en fonts fiables un matriarcat consistent, atribuït a les dones celtes per autores romàntiques dels segles xviii i xix i per autores feministes del segle xx.

## Durada i extensió de la cultura celta
Els celtes (grec antic Κέλτοι, Keltoi; llatí Celtae, Galli, Galati) eren tribus i confederacions tribals de l'antiga Europa, que van residir a l'oest d'Europa central al final de l'edat del bronze i al principi de l'edat del ferro (la cultura de Hallstatt). En el període La Tène es van expandir, a través de la migració i la transmissió cultural, a les illes britàniques, el nord de la península Ibèrica, la península dels Balcans i l'Àsia Menor. Els grecs i romans es referien habitualment a zones sota domini cèltic com Κελτική o Celticum. Tenien una cultura material relativament uniforme (sobretot en el període La Tène) i una cultura no material (costums i normes), que es diferencien dels pobles veïns com els itàlics, els etruscs, els il·liris, els grecs, els ibers, els germànics, els tracis i els escites.

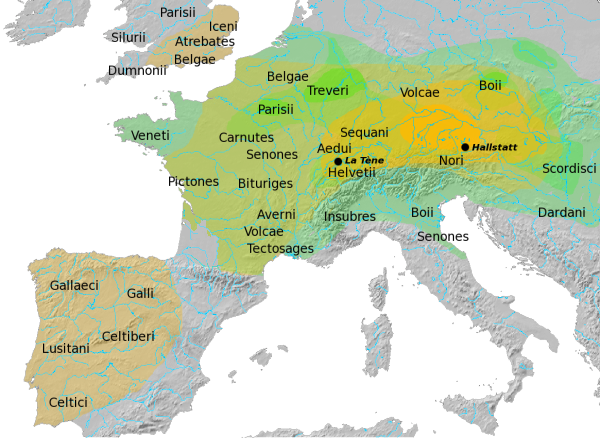
Visió general de les cultures Hallstatt i La Tène. El nucli del territori Hallstatt (800 aC) es mostra en groc fosc, la zona d'influència el 500 aC (HaD) en groc clar. El territori central de la cultura de La Tène (450 aC) es mostra en verd fosc, la zona eventual de la influència de La Tène a 50 aC en verd clar. Els territoris d'algunes grans tribus celtes estan etiquetades. Mapa elaborat a partir de l' Atles del món celta, de John Haywood (2001: 30–37).
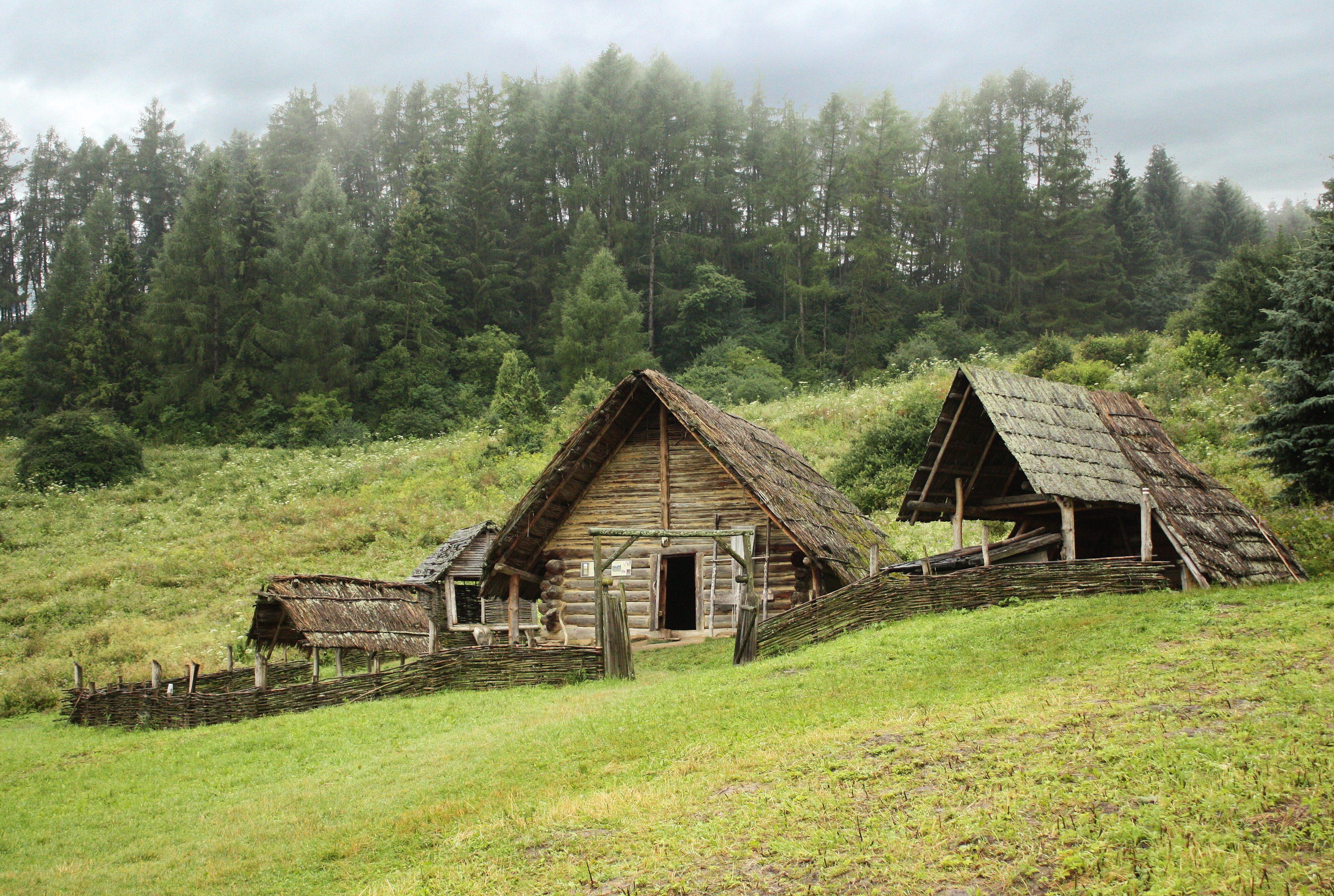
Reconstrucció d'un assentament celta del final del període de La Tène (segle ii / i aC) a Havranok, Eslovàquia

Els celtes continentals es van caracteritzar per aquesta cultura des del voltant del 800 aC fins al segle v dC (fi del domini romà en l'àmbit celta i la cristianització d'Irlanda). Alguns estudiosos cèltics afirmen que són controvertits alguns rastres de la cultura celta visibles al segon mil·lenni aC. A la Gran Bretanya post-romana, la cultura i el domini celtes van continuar, fins que es van empènyer als marges de l'illa després de l'arribada dels anglosaxons. A Irlanda, la cultura celta va romandre dominant encara més temps.
Lingüísticament, els celtes es van unir com a parlants de llengües celtes, que eren i són llengües indoeuropees relacionades més estretament amb l'alemany i el llatí, amb clares característiques comunes.

## Les dones a la societat celta
Les referències a les dones celtes no només són rares, sinó que també exclouen el material d'origen medieval dels habitants de Bretanya, Gal·les, Irlanda i Escòcia, derivats dels escrits dels veïns grecs i romans sobre els celtes. A més, la major part d'aquestes fonts provenen del segle i aC i del segle i dC. El principal problema, però, és el fet que el terme «celta» abasta una zona molt enorme, des d'Irlanda fins a Anatòlia; no hi ha cap raó per esperar que la posició de la dona fos la mateixa en tot aquest àmbit. El material d'origen ha de ser, per tant, aclarit per evidències arqueològiques que, tanmateix, només poden respondre a certs tipus de preguntes.

### Evidències

#### Arqueologia
Les troballes arqueològiques són gairebé enterament enterraments; a l'àrea de cultura de Hallstatt, que és l'àrea de dispersió d'aquest material cultural, especialment a Dürrnberg (a prop de Hallein), aquest material ja es pot identificar com a celta en la fase del Hallstatt Tardà (segle vi aC). Els béns importants de les inhumacions de dones indiquen un intercanvi cultural amb el sud d'Europa, especialment les cultures nord-italianes Atestina i Vil·lanovina.
Els enterraments de dones s'associen a mercaderies específiques, com ara pintes, miralls, articles de tocador, vasos de ceràmica, collarets, arracades, pinces de cabell, anells, polseres i altres joies. La majoria de les sepultures no tenen béns sepulcrals específics per gènere, però on es troben aquests béns, gairebé sempre pertanyen a tombes de dones.

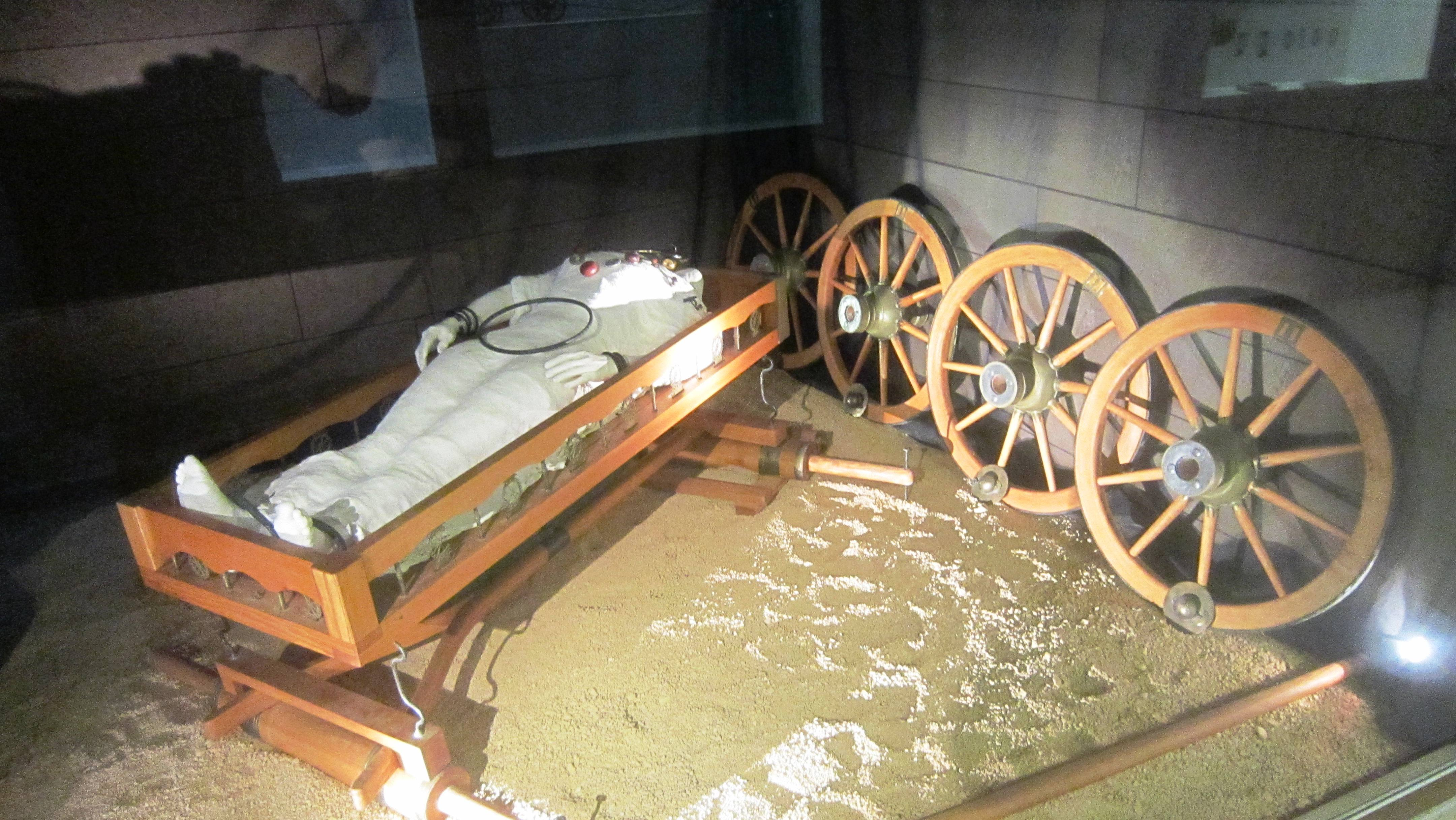
Reconstrucció de la tomba de la Princesa de Vix, Musée du châtillonnais
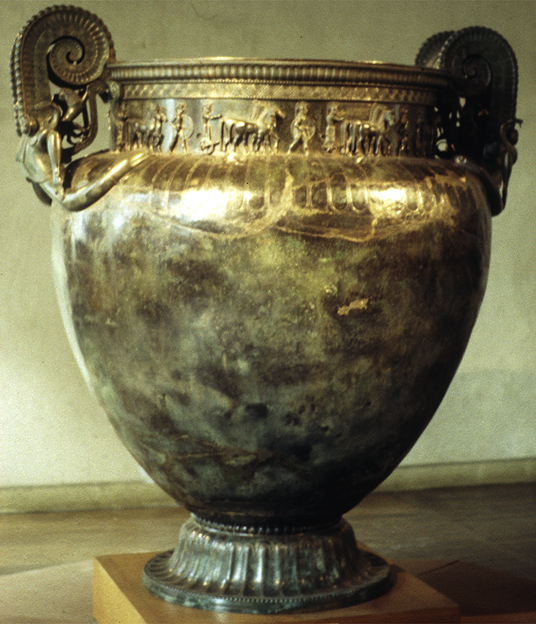
El crater de Vix, un gran recipient que es va trobar a la tomba de la Princesa de Vix
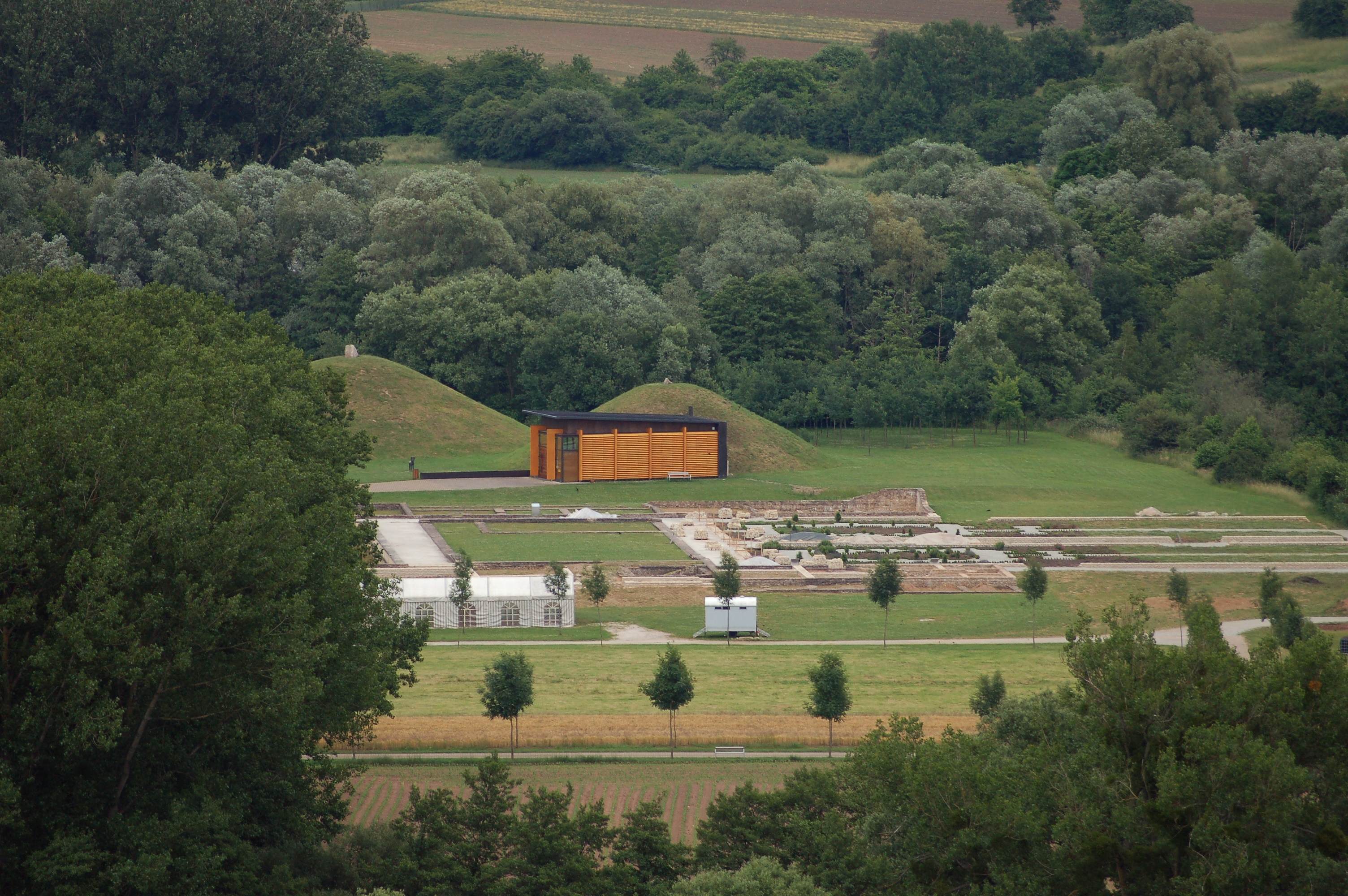
Tomba de la princesa de Reinheim

La tomba de Vix (França) és l'enterrament d'una dona rica més famosa, però n'hi ha d'altres de significatives. A la tomba de Vix es va trobar un enorme crater de bronze que indica el gran estatus de la dona enterrada allà. Deriva d'un taller grec i fa 1,6 m d'alçada, pesa més de 200 kg i té un volum de 1100 litres, convertint-lo en la vaixella metàl·lica més gran del món antic que ha sobreviscut.
En vuit tombes de cremació de Frankfurt de la meitat i la fi del període La Tène, que contenia noies joves, es van trobar estàtues de gossos, de 2,1 a 6,7 cm de longitud. Eren d'atzabeja, argila, vidre i bronze; no es pot determinar el seu propòsit, ja sigui amulet, ofrena votiva o joguina. Hi ha proves que en les èpoques cèltiques anteriors les riques torques de metalls preciosos eren principalment usats per les dones; més tard això va canviar.
Un altre exemple de sepultura ricament moblada d'una dona és una cambra sepulcral de la necròpolis de Göblingen-Nospelt (Luxemburg), que conté una àmfora de salsa de peix (la salsa de peix garum de Gades era un condiment alimentari molt popular), una cassola de bronze amb tapa de colador, un calderó de bronze, una placa de Terra sigillata, diverses tasses i gerres de fang, un mirall i vuit fíbules.
Les troballes arqueològiques del segle xix eren sovint interpretades des del punt de vista d'idees contemporànies sobre gènere sense considerar les diferències entre les cultures modernes i les antigues. Es va suposar que els rols de gènere eren inalterables i, en conseqüència, es van identificar béns importants com a «masculí» o «femení» sense ambigüitat. Només quan es va poder determinar el sexe de les restes humanes mitjançant l'anàlisi osteològica, aquest plantejament es va revelar com massa simplista.

#### Les dones com a líders seculars i religioses

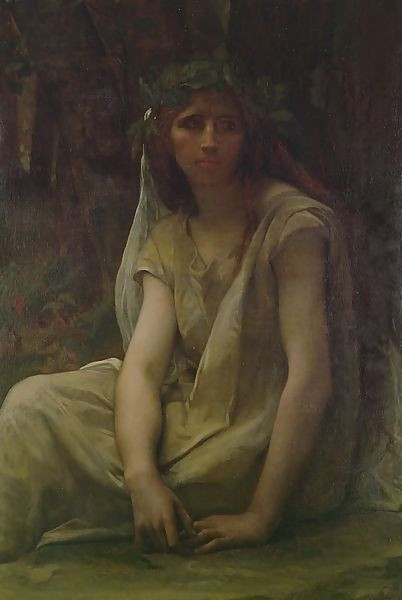
La druidessa. Oli sobre tela, del pintor francès Alexandre Cabanel (1823–1890)
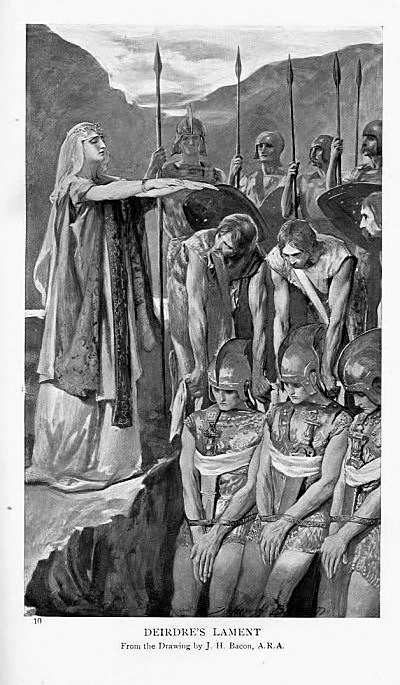
El lament de Deirdre. Dibuix de J. H. Bacon, c. 1905
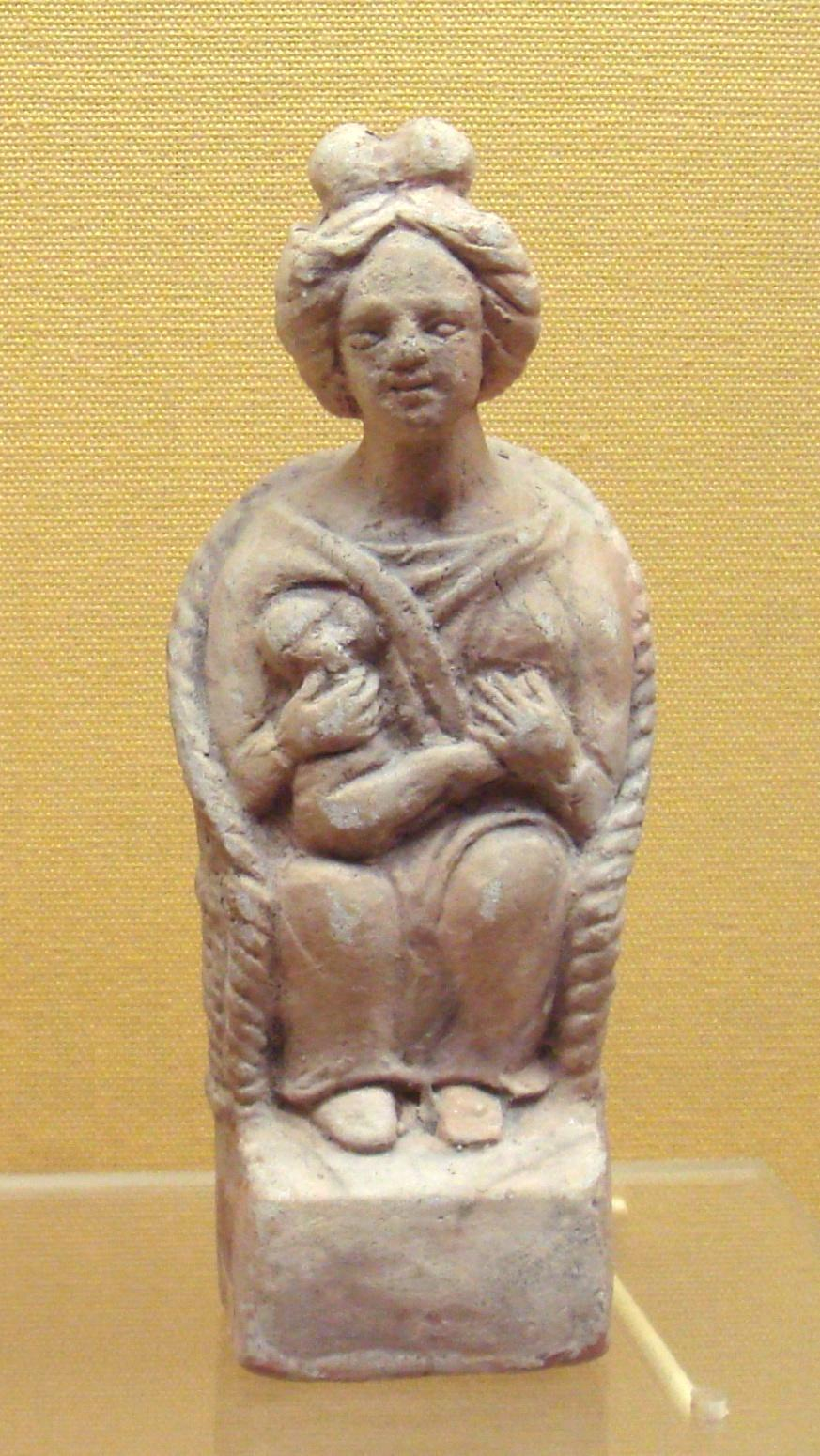
Matrona celta. Museu Nacional d'Arqueologia, Regne Unit

#### El dret matrimonial

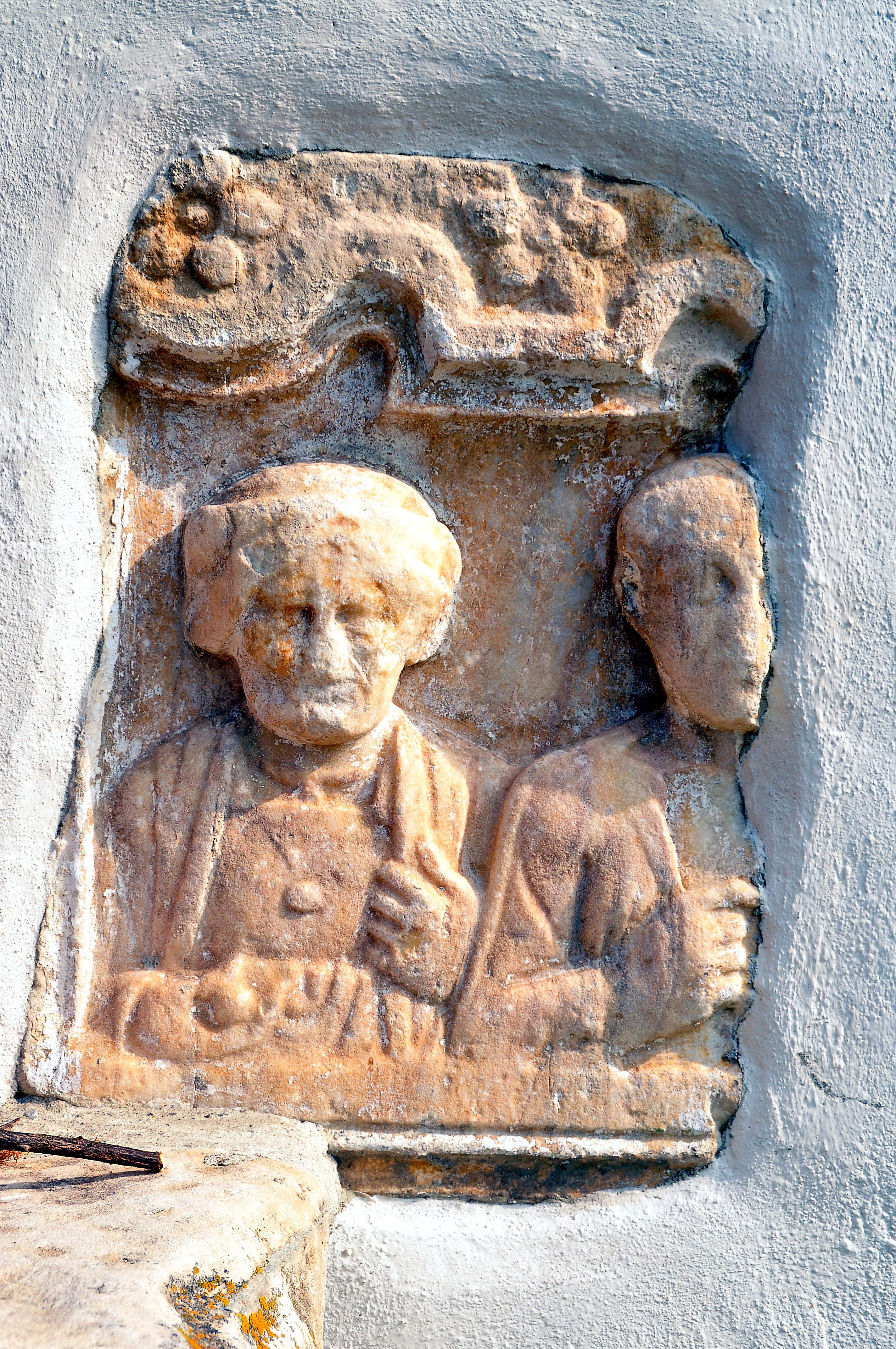
Matrimoni celta. Wölfnitz-Lendorf, Kärnten